# Дорошенкове (селище)
Дорошенкове — селище в Україні, у Великобурлуцькій селищній громаді Куп'янського району Харківської області. Населення становить 275 осіб. До 2020 орган місцевого самоврядування — Підсереднянська сільська рада.

## Географія
Селище Дорошенкове знаходиться на річці Хотімля, є міст, поруч з балкою Глушків Яр, нижче за течією примикає до села Кирилівка.

## Історія
Засноване у 1899 році.
12 червня 2020 року, відповідно до розпорядження Кабінету Міністрів України № 725-р «Про визначення адміністративних центрів та затвердження територій територіальних громад Харківської області», увійшло до складу Великобурлуцької селищної громади.
19 липня 2020 року, в результаті адміністративно-територіальної реформи та ліквідації Великобурлуцького району, селище увійшло до складу Куп'янського району Харківської області.
Російська окупація селища почалася 24 лютого 2022 року. 11 вересня 2022 року воїни Збройних Сил України в ході Харківської контрнаступальної операції звільнили від російських окупантів населені пункти Великобурлуцької селищної територіальної громади.